# Oberperfuss
Oberperfuss – gmina w Austrii, w kraju związkowym Tyrol, w powiecie Innsbruck-Land. Liczy 2945 mieszkańców (1 stycznia 2015).